# Palea (botanik)
Palea är ett botaniskt namn för övre (inre) och nedre (yttre) blomfjällen hos gräsens blomma. Hos ormbunkarnna är det beteckning för fjällhår, och levermossorna för små, fjällika, på ventralsidan befintliga bladbildningar.